# Steimel (Gilsbach)
Der Steimel ist ein 489,7 m ü. NHN hoher Berg des Rothaargebirges. Er liegt bei Gilsbach im nordrhein-westfälischen Kreis Siegen-Wittgenstein.

## Geographie

### Lage
Der Steimel liegt im Südteil von Rothaargebirge und Siegerland direkt nördlich von Gilsbach, einem Ortsteil von Burbach, und etwa 3 km (Luftlinie) südlich von Wilden, einem solchen von Wilnsdorf; westlich vorbei führt die Grenze zur Gemeinde Neunkirchen. Er gehört zum Massiv der Kalteiche (579,3 m).
Nach Norden leitet die Landschaft des Steimels zum Bautenberg (Baudenberg; 512,9 m) über, nach Nordosten zum Walkersdorfer Berg (526 m), nach Osten vorbei am Hahnkopf (476,6 m) und über den Holzholzer Kopf (542,8 m) zum Donnerhain (560,5 m), nach Südsüdosten über das Gilsbachtal mit dem Dorf Gilsbach zum Simberg (527,7 m), nach Südsüdwesten zu einer namenlosen und etwa 482 m hohen Nebenkuppe mit Sendeturm und Wasserbehälter und nach Nordwesten über das Tal des Bahlenbachseifen (Bahlenbachs Seifen) zum westlichen Bautenberg-Ausläufer Schelenberg (421,7 m).
Während der am Walkersdorfer Berg entspringende Heller-Zufluss Gilsbach südlich vom Steimel fließt, entspringt im Bereich zwischen Steimel, Walkersdorfer Berg und Bautenberg der Volkersbach-Zufluss Bahlenbachseifen.

### Naturräumliche Zuordnung
Der Steimel gehört in der naturräumlichen Haupteinheitengruppe Süderbergland (Nr. 33) in der Haupteinheit Rothaargebirge (mit Hochsauerland) (333) und in der Untereinheit Dill-Lahn-Eder-Quellgebiet (333.0) zum Naturraum Kalteiche (mit Haincher Höhe) (333.00), wobei sich in der Haupteinheit Siegerland (331) und in der Untereinheit Hellerbergland (331.3) die Naturräume Nördliches Hellerbergland (331.30) im Nordwesten und Mittleres Hellertal (331.31) im Süden und Südwesten anschließen.

### Berghöhe
Die Höhe des 489,7 m hohen Steimels wird auch mit nur 486 m angegeben. Außerdem ist auf topographischen Karten eine etwa 85 m nordwestlich vom Gipfel gelegene Stelle mit 487,5 m Höhe verzeichnet.

## Verkehr
Östlich vorbei am Steimel verläuft die nordnordöstlich der Erhebung auf maximal 483 m Höhe führende Landesstraße 723 als Verbindungsstraße von Gilsbach nach Wilden. Der Berg selbst ist auf Waldwegen und Pfaden zu erreichen.